# Ron Wright (arbitre)
Pour les articles homonymes, voir Ron Wright et Wright.
Ron Wright, né en 1925 et mort en 2005, est un arbitre australien de football des années 1950. Il fut international dès 1951.

## Carrière
Il a officié dans une compétition majeure  : 
- JO 1956 (2 matchs dont la finale)